# لویی دوتفوا
لویی دوتفوا (فرانسوی: Louis Charles Marie Dutfoy‎؛ ۱۲ ژانویهٔ ۱۸۶۰ – ۷ اوت ۱۹۰۴) تیرانداز اهل فرانسه بود.